# 7. skupina specialnih sil (ZDA)
7. skupina specialnih sil (izvirno angleško 7th Special Forces Group) je vojaška specialna enota, ki je del Specialnih sil (oz. Zelenih baretk) Kopenske vojske.
Skupina je zadolžena za pokrivanje Srednje in Južne Amerike.